# Georgievsk
Georgievsk (anche traslitterato come Georgiyevsk o Georgijevsk) è una città della Russia ciscaucasica (Kraj di Stavropol'), situata sul pedemonte settentrionale del Caucaso, sul fiume Podkumok, 210 chilometri a sud-est del capoluogo del territorio, Stavropol'.
La città fu fondata nel 1777 come fortezza, intitolata a San Giorgio; ricevette lo status di città nel 1786.
Georgievsk è al giorno d'oggi soprattutto un centro industriale.

## Società

### Evoluzione demografica
Fonte: mojgorod.ru
- 1897: 11.500
- 1926: 22.600
- 1939: 31.600
- 1959: 35.100
- 1979: 53.600
- 1989: 62.900
- 2002: 70.575
- 2007: 69.400